# Andrej Šircelj
Andrej Šircelj, slovenski ekonomist, pravnik in politik, * 28. februar 1959, Ljubljana. 
Šircelj je dolgoletni poslanec v Državnem zboru Republike Slovenije iz vrst Slovenske demokratske stranke. 13. marca 2020 je bil imenovan na mesto slovenskega ministra za finance in funkcijo opravljal tudi med predsedovanjem Slovenije Svetu Evropske unije. Pred vstopom v politiko je deloval v finančnem gospodarstvu.  

## Življenjepis
Svojo delovno pot je začel kot profesor, nadaljeval pa v Iskri, na Gospodarski zbornici Slovenije in Ministrstvu za finance kot svetovalec vlade za področje davkov. Leta 2005 je bil imenovan za državnega sekretarja v kabinetu predsednika vlade. V letih 2008 in 2009 je bil član sveta direktorjev pri Evropski investicijski banki. V letih 2009 do 2011 je bil zaposlen kot svetovalec predsednika uprave v Gorenjski banki Kranj.
Od leta 2011 je poslanec SDS v Državnem zboru Republike Slovenije. Po funkciji ministra za finance se na državnozborskih volitvah 2022 za nov mandat poslanca ni več potegoval.

### Minister za finance Republike Slovenije
Ob sestavljanju 14. vlade Republike Slovenije, je bil s strani predsednika vlade Janeza Janše predlagan za ministra za finance Republike Slovenije. Prisegel je 13. marca 2020. Njegov ministrski mandat je potekal v času predsedovanja Slovenije Svetu Evropske unije, kjer je predsedoval Svetu za gospodarske in finančne zadeve. Po koncu ministrskega mandata se je politično upokojil.